# Центральный (стадион, Бохтар)
Центральный стадион — многоцелевой стадион, расположенный в городе Бохтар в Таджикистане. Вместимость арены составляет 10 000 человек. На стадионе проводят свои домашние матчи футбольные клубы «Хатлон» и «Таджиктелеком» (до 2008). Здесь также проводятся соревнования и по другим видам спорта, например, по лёгкой атлетике.